# 21e Landingsflottielje
Het 21e Landingsflottielje (Duits: 21. Landungsflottille) was een operationele eenheid van de Duitse Kriegsmarine tijdens de Tweede Wereldoorlog. Zo’n flottielje was normaal uitgerust met onder andere 20 tot 30 stuks van de Marinefährprahm. 

## Geschiedenis

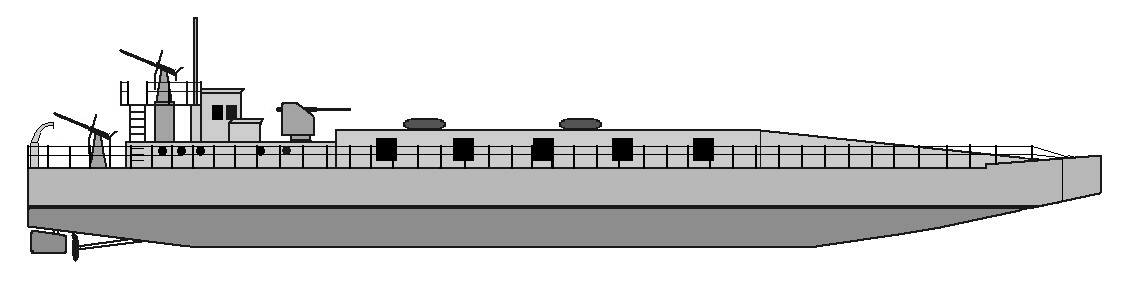
De standaarduitrusting: de Marinefährprahm

Het flottielje werd opgericht op 1 april 1942 in Swinemünde uit twee halve flottieljes van de 17e Landingsflottielje. In mei 1942 werd het verdeeld in de flottieljestaf en vier landingsgroepen. In mei en juni 1942 verhuisde het flottielje via Bergen naar Kirkenes, waar de overtollige MFP’s van de 3e en 4e groep werden overgedragen aan het 8e Landingsflottielje. Hier werd het flottielje voorbereid op de geplande Operatie Wiesengrund, de verovering van het Fischer-schiereiland, die herhaaldelijk werd uitgesteld en uiteindelijk geannuleerd. Op 22 juni 1942 werd het flottielje gebruikt om vijandelijke posities op het Fischer-schiereiland te bombarderen. Deze vuurgevechten duurden tot augustus 1942, met voornamelijk artillerieduels met vijandelijke artillerie op het schiereiland Fischer. Begin 1943 werd het flottielje verplaatst naar Duitsland. In Hamburg en Stettin werden vanaf mei 1943 de MFP’s gereviseerd. Het flottielje werd vervolgens in Swinemünde trainingsflottielje voor het Oostzeegebied. Op 7 maart 1944 werd het flottielje gereed gemaakt voor gebruik voor de geplande Operatie Tanne West, de bezetting van de Ålandeilanden voor het geval Finland de oorlog zou verlaten. Een deel van het flottielje verhuisde naar Tallinn en nam vanaf november 1944 deel aan ontruimings- en evacuatiereizen in de Oostzee. Op 1 december 1944 werd het verdeeld in het flottieljestaf, de tros en drie groepen met in totaal 10 MFP’s. Op 1 januari 1945 verhuisde het flottieljestaf weer naar Swinemünde, waar het de leiding overnam van de nieuw gevormde 3. Artillerieträger-Flottille. De boten van het flottielje werden verdeeld over andere vloten en namen tot het einde van de oorlog deel aan evacuatiereizen in de Oostzee.

### Einde
Het 21e Landingsflottielje werd opgeheven op 1 januari 1945 in de Oostzee.

## Commandanten
| Rang             | Naam                    | Begin         | Eind           |
| ---------------- | ----------------------- | ------------- | -------------- |
| Korvettenkapitän | Erich Brauneis          | 1 april 1942  | februari 1943  |
| Korvettenkapitän | Dipl.-Ing. Hans Möhring | februari 1943 | december 1944  |
| Korvettenkapitän | Dr. Eckart Schröder     | december 1944 | 1 januari 1945 |